# 7256 Bonhoeffer
7256 Bonhoeffer è un asteroide della fascia principale. Scoperto nel 1993, presenta un'orbita caratterizzata da un semiasse maggiore pari a 2,4940440 au e da un'eccentricità di 0,1173766, inclinata di 4,08795° rispetto all'eclittica.
L'asteroide è dedicato al teologo luterano tedesco antinazista Dietrich Bonhoeffer.